# Elaphria basistigma
Elaphria basistigma är en fjärilsart som beskrevs av Walker 1858. Elaphria basistigma ingår i släktet Elaphria och familjen nattflyn. Inga underarter finns listade i Catalogue of Life.